# موسيقى الزفاف

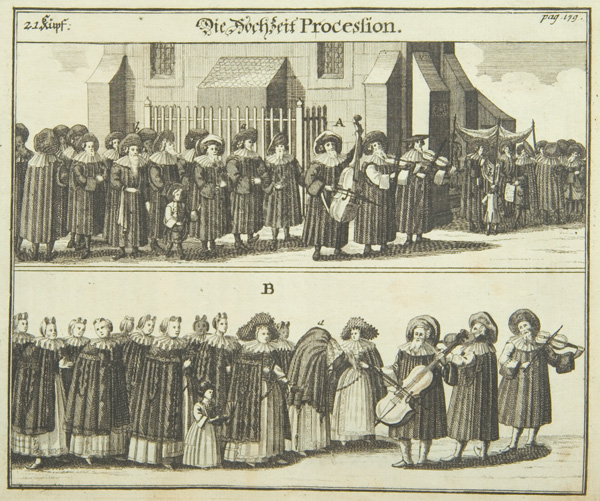
موكب زفاف يهودي عام 1724، من كتاب جوديتشيس سيريمونييل

موسيقي الزفاف هي الموسيقي التي تُعزف في احتفالات الزفاف، أثناء الحفل أو قبله وبعده حيث يمكن عزف الموسيقى على الهواء مباشرة من قبل العازفين أو المطربين أو تستخدم الأغاني المسجلة مسبقًا اعتمادًا على تنسيق الحفل والتقاليد المرتبطة بالثقافة السائدة ورغبات العروسين.

## مراسم الحفل
العديد من الأنماط الموسيقية المختلفة يمكن عزفها أثناء الدخول للحفل، وقد يكون عدد قليل من الترانيم خاصة في الأماكن الليتورجية، في حين أن بعض عناصر الحفل قد تكون مخصصة لزوجين معينين، فإن ترتيب الخدمة سيتبع في معظم الأحيان نمطًا مشابهً، غالبا ماتسبق المراسم مقدمة حيث خلالها يصل الضيوف إلى مكان التجمع أثناء عزف الموسيقى، عادة ما تؤدى الموسيقى الهادئة والخفيفة في ذلك الوقت، مما يهيئ الحالة المزاجية للحفل مع عدم تشتيت انتباه الضيوف، تشمل الموسيقى التمهيدية الشهيرة اير اون ذاجي سترينق وجيسو ، فرحة رغبة الإنسان ليوهان سباستيان باخ.
يمكن استخدام الموسيقى للإعلان عن وصول المشاركين في حفل الزفاف (مثل موكب العروس) وفي العديد من الثقافات الغربية، ويأخذ هذا شكل مسيرة الزفاف، لأكثر من قرن من الزمان كانت جوقة الزفاف من (1850) لفاغنر، والتي غالبًا ما تسمى «هنا تأتي العروس» أكثر المواكب شعبية وتُلعب تقليديًا على آلة الأرغن.
احيانا يفضل بعض الأزواج مسيرات الزفاف التقليدية ويختارون مقطوعة موسيقية أكثر حداثة أو بديلًا مثل كانون في دي ليوهان باتشيلبل، منذ حفل الزفاف المتلفز لتشارلزأميرويلز والسيدة ديانا سبنسر في عام 1981، كان آنذاك ارتفاع في شعبية «مسيرة أمير الدنمارك» لجيريميا كلارك لاستخدامها كموسيقى مواكب، القطعة كانت تُنسب سابقًا (نسبًا غير صحيح) إلى هنري بورسيل على أنها بوق طوعي.
في التقاليد الغربية يسير العروس والعريس عائدًا إلى الممر إلى نغمة منعزلة مباشرة، من أشهرها مسيرة زفاف مندلسون من حلم ليلة منتصف الصيف (1842)، اكتسبت القطعة شهرة بعد أن عُزفت في حفل زفاف فيكتوريا، الأميرة الملكية إلى الأمير فريدريك ويليام من بروسيا عام 1858.خيار شائع آخر هو ويدور توكاتا من سيمفوني للجهاز رقم 5 (1880).
حفلات الزفاف في الثقافات الأخرى لها أشكال مختلفة حيث يوجد في مصر إيقاع معين يسمى الزفة تقليديا، راقصة شرقية تقود العروس إلى قاعة الزفاف برفقة موسيقيين يعزفون على الزاف وعلى الطبول والأبواق، وأحيانا المشاعل المشتعلة، هذا من العصور القديمة غير المعروفة وقد يكون من عصر ماقبل الإسلام.
في حين أن أغنية سيمان توف («بشرى») هي أغنية احتفالية لجميع الأغراض.
استفادت مراسم الزواج بين الأديان من جهود العديد من الملحنين المعاصرين، الذين كتب العديد منهم مسيرات موكبية لتكريم التقاليد الدينية لكل من العروس والعريس وتضم هذه المجموعة جون سيري الأب (1968).

## بعد الحفل
يغلب أن يكون بعد الحفل رقصة احتفالية أو حفل استقبال، فيكون فيه ترفيه موسيقي مثل مغني الزفاف، أو فرقة زفاف مباشرة، أو دي جي لتشغيل الأغاني للزوجين والضيوف (يُطلق على الخروج من حفل الزفاف أيضًا ركود الزفاف).

## وصلات خارجية
موكب ترنيمة
ترنيمة ريفية